# Lilja 4-ever
Lilja 4-ever (2002) (también conocida como Lilya 4-ever o Lilya Forever) es una película sueca de género dramático. Es el tercer largometraje del director Lukas Moodysson y marca un cambio respecto de sus dos películas anteriores: Fucking Åmål y Juntos. Lilja 4-ever relata la una historia de Lilja (o Lilya), interpretada por Oksana Akinshina, una chica de la antigua Unión Soviética, cuya madre la abandona para ir a los Estados Unidos, lo cual propicia una espiral descendiente en su vida. La historia se basa, adaptándola con libertad, en un caso real y aborda la cuestión de la trata de personas y la esclavitud sexual.
La película recibió críticas positivas, tanto en Suecia como en el extranjero. Ganó cinco premios Guldbagge, incluyendo Mejor Película, y fue nominada a Mejor Película y Mejor Actriz en los Premios del Cine Europeo.

## Argumento
La película comienza con una figura que corre desesperadamente por un puente de autopista, con humo de las fábricas en el fondo, y Mein Herz brennt de Rammstein como música de fondo. Cuando la figura gira, se nos presenta a la audiencia a Lilja, que recientemente ha sido brutalmente golpeada. La película revela su pasado.
Lilja vive con su madre en un deteriorado edificio de apartamentos en un pueblo miserable, pobre, en una república no nombrada de la antigua Unión Soviética (gran parte del rodaje se llevó a cabo en Paldiski, Estonia). Es una chica adolescente de 16 años normal, en contexto de pobreza. Su madre le dice que van a emigrar a los Estados Unidos con su nuevo novio, pero en el último momento dice a Lilja que ellos irán primero y que después ella puede venir, quedándose bajo el cuidado de su tía Anna. La mudanza a un apartamento miserable (mientras que Anna se muda al apartamento donde habían vivido Lilja y su madre, más grande y bonito) es sólo el comienzo, y una serie de desgracias se sucederán. La mejor amiga de Lilja, Natasha, le anima a acompañarla para prostituirse por algo de dinero, aunque Lilja decide no seguir adelante. Sin embargo, cuando el padre de la amiga encuentra el dinero, Natasha dice que pertenece a Lilja pues ella se prostituía. No contenta con arruinar la reputación de Lilja en su familia, la historia pronto llega a la escuela y Lilja se queda sin amigos.
Lilja revisa el buzón todos los días para ver si su madre le ha enviado cartas o dinero, pero al recibir un citatorio de los servicios sociales, Lilja se da cuenta de que su madre la ha dejado sola. Abandonada, no encuentra otra alternativa que la de prostituirse para poder vivir.
Su amigo Volodia (Artyom Bogucharsky), abusado y rechazado por su padre alcohólico, es un rayo de esperanza para ella. Es un chico dos años menor y está enamorado de Lilja, y aunque ella no le corresponde, establece con él una tierna relación de amistad y protección mutua. Lilja le compra un balón de baloncesto con el dinero que ha ganado como prostituta, pero el padre de Volodia lo pincha con unas tijeras. 
Otro rayo de esperanza es Andrei (Pavel Ponomaryov), un apuesto joven a quien conoce en el bar donde se prostituye. Él se convierte en su novio y le ofrece un trabajo en Suecia, alimentando las esperanzas de Lilja diciéndole que se irán juntos y serán felices. El mismo día del viaje, Andrei le dice que ella deberá ir primero a Suecia, y que él la alcanzará en dos días. Pero las cosas no son lo que parecen, y lo que le espera a Lilja a la llegada es la iniquidad.
Cuando llega a Suecia con un pasaporte falso, Lilja se reúne con su jefe, un hombre llamado Witek. Él le retira el pasaporte y es llevada en coche a un apartamento donde es encerrada bajo llave. Lilja se instala y a la mañana siguiente mientras ella se baña, Witek entra al apartamento y la viola. Lilja entonces descubre que Andrei la engañó y que Witek es un proxeneta, y posteriormente, es obligada a acostarse con clientes. Todo el abuso es retratado desde el punto de vista de la protagonista.
Mientras tanto, en la antigua Unión Soviética, Volodia se suicida, desesperado por haber sido abandonado a su suerte por Lilja. En la forma de ángel, Volodia acude a velar por Lilja.
Después de un intento de fuga Lilja es brutalmente golpeada por su proxeneta, pero consigue escapar otra vez y continúa la escena del principio de la película, corriendo sin rumbo por la ciudad, hasta que se detiene en un puente de autopista y tras dudarlo unos momentos, se lanza al vacío. Mientras es atendida en una ambulancia, Lilja piensa qué podría haber hecho para que todo aquello no hubiera pasado. Al final, Lilja fallece y aparece jugando en forma de ángel al baloncesto con Volodia. La película se cierra con la sinfonía "Al Santo Sepolcro" de Vivaldi.

## Reparto
- Oksana Akinshina (Lilya)
- Artyom Bogucharsky (Volodya)
- Lyubov Agapova (madre de Lilya)
- Liliya Shinkaryova (tía Anna)
- Elina Benenson (Natasha)
- Pavel Ponomaryov (Andrei)
- Tomasz Neuman (Witek)
- Anastasiya Bedredinova (vecina)
- Tõnu Kark (Sergei)
- Nikolai Bentsler (novio de Natasha)

## Producción

### Guion y preproducción
El guion está basado libremente en la historia de Danguole Rasalaite, una chica lituana de 16 años que salió en los titulares de los periódicos en Suecia en 2000. Un conocido ayudó a Rasalaite a viajar a Suecia con la promesa de un trabajo en Malmö. Cuando llegó, un hombre que se hacía llamar "el ruso", y que se convertiría en su proxeneta, le quitó el pasaporte y le dijo que le debía pagar 20.000 Coronas suecas (2410 US$ en 1999; 4410 $ hoy) por los gastos de viaje, siendo forzada a prostituirse en los siguientes dos meses.
Escapó del apartamento donde estaba encerrada en los alrededores de Arlöv el 7 de enero de 2000, pero saltó de un puente y murió tres días después en el hospital. Tres cartas que llevaba con ella develaron la historia.
Originalmente el guion iba a ser profundamente religioso, con Jesús como personaje destacado, caminando junto a Lilya a lo largo de la historia. Moodysson escribió el guion en sueco y luego se tradujo al ruso.
La producción fue dirigida por Memfis Film, el estudio habitual de Moodysson, y Film i Väst, Sveriges Television y Zentropa fueron coproductores. El Instituto Sueco del Cine y el Danés apoyaron financieramente, y también lo hizo Nordisk Film- & TV-Fond. El presupuesto fue de 30 millones de Coronas suecas.
Durante el casting, Moodysson y su equipo entrevistaron "como a unos 1000" jóvenes aspirantes para los papeles principales. Los actores y actrices tenían que improvisar en el escenario que habían sido castigados y tenían que tratar de convencer a su madre para que les dejara salir. Artyom Bogucharsky no tenía experiencia como actriz, Oksana Akinshina, sin embargo, había trabajado en la película Sisters (2001) de Sergei Bodrov, Jr. Moodysson ha comentado de Akinshina que "[no es] exactamente como la había imaginado, es mejor de lo que la había imaginado, pero diferente, en cierta forma."

### Rodaje y posproducción

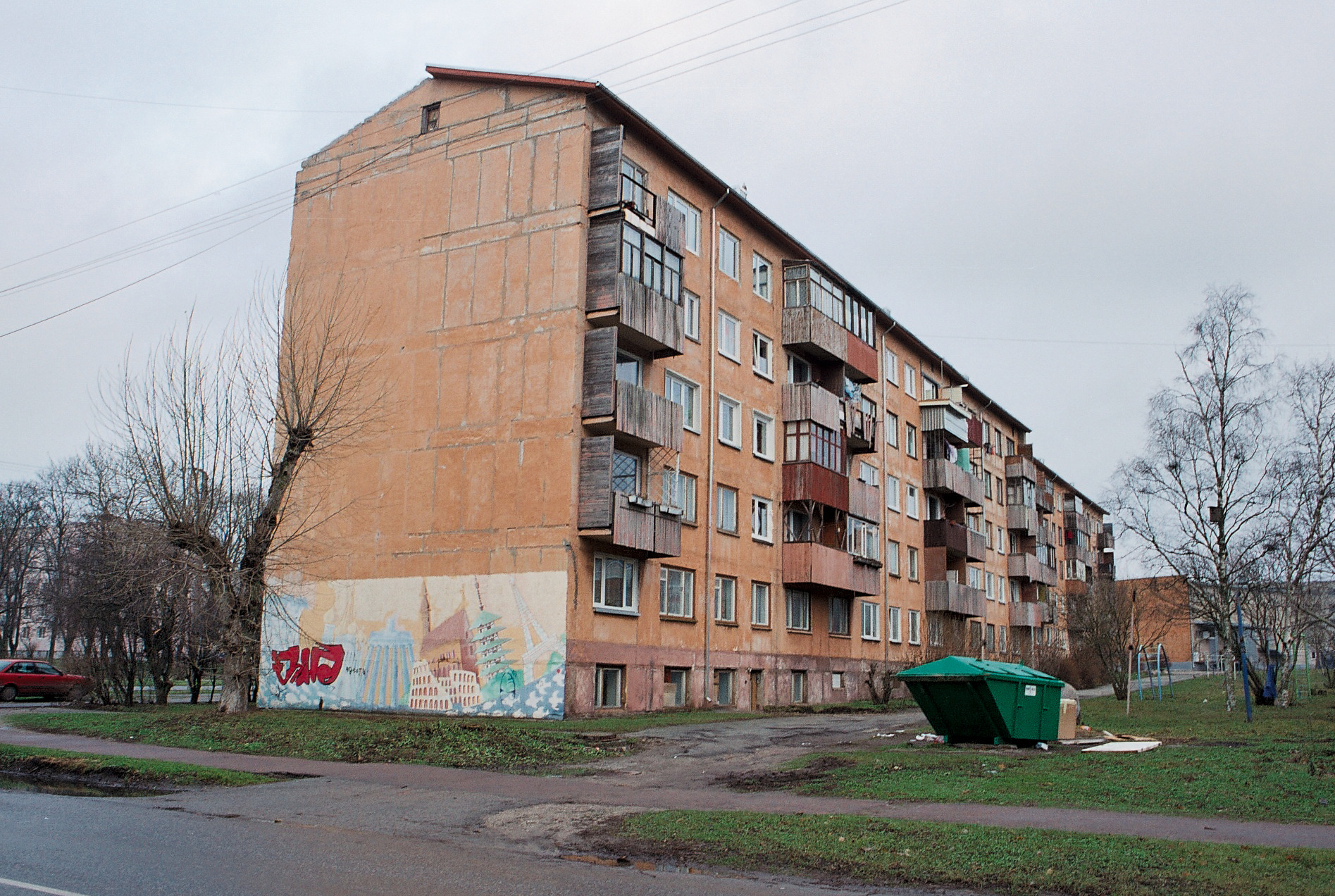
Paldiski en Estonia donde se rodó gran parte de la película.

Según recuerda Moodysson, todo el rodaje duró "alrededor de 40 días". Las escenas exteriores de la antigua Unión Soviética fueron rodadas en Paldiski, Estonia, en un antiguo submarino nuclear, centro de formación de la Marina Soviética. Los exteriores suecos se rodaron en Malmö y las escenas de estudio en Trollhättan. Hizo falta la presencia de traductores para que los actores rusos comprendieran a Moodysson, quien tuvo que dirigir basándose en la impresión emocional de la entonación de los actores más que en sus palabras. Cuando las frases no sonaban bien pedía a los actores que abandonaran el guion e improvisaran. Una de las intérpretes fue Alexandra Dahlström, la protagonista de su primer largometraje Fucking Amal. Dahlström, cuya madre es rusa, también trabajó como ayudante de dirección, que los productores valoraban ya que tenía la misma edad que la protagonista que da título a la película.
El director de fotografía fue Ulf Brantås, que comenzó su carrera como cinematógrafo para Roy Andersson y había filmado los dos anteriores largometrajes de Moodysson. Lilya 4-ever se rodó con un Aaton Digital XTR Prod en film de 16 mm y se transfirió posteriormente a 35 mm. Se utilizó muy poca iluminación, principalmente para ensayos, y siempre que era posible únicamente la luz solar. Los escenarios de rodaje fueron escasamente manipulados por el equipo. Para las tomas largas de travelling hacia atrás, se utilizó un carrito construido a partir de las ruedas de una bicicleta de montaña. No se utilizaron filtros de corrección, aunque la película fue finalmente calibrada en la posproducción con el fin de que apareciera ligeramente más cálida.

## Estreno
Sonet Film lanzó Lilya 4-ever el 23 de agosto de 2002 en los cines suecos. Siguieron muchas presentaciones en distintos festivales como Venecia, Toronto y London Film Festival. El 18 de abril de 2003 comenzó un lanzamiento limitado en EE. UU. a través de Newmarket Films. Metrodome la lanzó el 25 de abril en el Reino Unido, estrenándola en 13 salas. Siguió el estreno en Australia el 7 de agosto del mismo año, distribuyéndose por Potential Films.
La película ha sido utilizada por varias organizaciones humanitarias en campañas de información contra el tráfico de personas en varios países del Este de Europa. En Moldavia la Organización Internacional para las Migraciones recibió los derechos de distribución y organizó proyecciones a las que asistieron 60.000 personas, mayoritariamente mujeres jóvenes, pero también miembros del gobierno.

## Recepción
En el momento de su lanzamiento las críticas suecas de Lilya 4-ever fueron muy positivas. Malena Janson comenzaba su reseña en Svenska Dagbladet aludiendo a la habilidad de Moodysson de abordar distintos temas y espectros emocionales y así escapar de la comparación entre sus obras. Janson continuó comparando la dirección de Lars von Trier en Rompiendo las olas y Bailar en la oscuridad, para concluir que Lilya 4-ever es superior: "Lo que distingue partucularmente a Moodysson de las historias de destrucción de von Trier, y lo hace más truculento, son los lazos con la realidad. Mientras estamos sentados en el cine y gozamos y sufrimos con esta obra maestra, fuera sucede exactamente lo que acontece a Lilya, quizá sólo a pocos kilómetros o millas de donde estamos". La película tuvo bastante éxito de taquilla en Suecia, pero significativamente menos que sus anteriores películas. Lilya 4-ever vendió 270.000 billetes en los cines, comparado con 867.584 y 882.000 respectivamente de Fucking Amal y Juntos.
La película fue recibida con los brazos abiertos también por las críticas en inglés. En noviembre de 2009 tenía una aceptación del 86% en 65 reseñas listadas en
Rotten Tomatoes, con una calificación media de 7.5/10. Fue calificada con cuatro estrellas de cinco en la revista británica de cine Empire, donde el crítico Michael Hayden elogió la actuación de Oksana Akinshina y comparó el film con el realismo social de Ken Loach, y con "el más oscuro de los cuentos de hadas, con tías perversas y ángeles de la guarda". Manohla Dargis de Los Angeles Times observó que la imagen de una chica atraída hacia la prostitución puede ser un cliché, pero consideró la honesta intención del director como una excusa aceptable: "Moodysson quiere que veamos que bajo los tópicos hay una persona real". También apuntó que aunque la historia puede ser desagradable como para participar en ella, el malestar es superado por la calidad pura del film: "No es una película fácil - es una película memorable." Tony Rayns de Sight & Sound hizo una crítica negativa. Rayns rechazó el film calificándolo como melodramático y carente de sustancia, criticando también la opción estilística de las secuencias oníricas y la composición de la banda sonora: "El caso más extremo es el uso de 'Mein Herz brennt' de Rammstein, en un volumen que pone a prueba los bafles, en las escenas tanto de apertura como de cierre... Aunque tomemos el volumen como una metáfora de los deseos de la chica de abstraerse del mundo, es absurdo pensar que Lilya podría relacionarse o simplemente escuchar a Rammstein en alemán. Por tanto la pared del sonido viene de una versión 'superior' de MTV, no de la protagonista de la historia."

## Premios y distinciones
Lilya 4-ever ganó varios premios en festivales de cine de todo el mundo, como el Premio a la Mejor Película en el Festival Internacional de Cine de Gijón. Akinshina ganó los premios a Mejor Actriz tanto en Gijón como en Rouen Nordic Film Festival. Ulf Brantås fue galardonado como Mejor Cinematógrafo en Zimbabue International Film Festival y Moodysson ganó el premio al Mejor Director en Brasilia International Film Festival
La película fue la más galardonada en los Premios Guldbagge de 2003, recibiendo los premios a la Mejor Película, Mejor Dirección, Mejor Guion, Akinshina como Mejor Actriz y Mejor Fotografía.Bogucharsky también fue nominado como Mejor actor. Fue nominada para Mejor Película y Mejor Actriz en los Premios del Cine Europeo. En los Premios Chlotrudis (2004), un evento anual que se celebra en Massachusetts con la intención de "hacer honor y apoyar al cine independiente y a las películas extranjeras", fue nominada a Mejor Película, Mejor Director, Mejor Actriz y Mejor Actor, pero no ganó en ninguna de las categorías. Fue la candidata de Suecia para los Premios Oscar a la Mejor Película de habla no inglesa en la edición 75, lo que suscitó cierta controversia cuando la Academia declinó la candidatura alegando que el idioma principal de la película no es el sueco. Finalmente fue aceptada, pero no fue nominada. En noviembre de 2009 la revista FLM publicó una lista de las 10 mejores películas suecas de la década, por votación de 26 de los principales críticos del país. Lilya 4-ever aparecía en el tercer puesto, sólo superada por Involuntary y Songs from the Second Floor.